# Таємниці Ґравіті Фолз
«Таємни́ці Ґра́віті Фо́лз» (англ. Gravity Falls) — американський анімаційний телевізійний серіал Алекса Гірша, створений студією «Disney Television Animation» для каналу Disney Channel та Disney XD. Перший епізод першого сезону було попередньо показано 15 червня 2012 року; офіційна прем'єра відбулася 29 червня 2012 року. Всього Disney показав два сезони мультсеріалу, по 20 епізодів у кожному сезоні. Останній, 40-вий епізод тривалістю 44 хвилини (решта тривали по 24 хвилини), вперше вийшов у США на Disney XD 15 лютого 2016 року та встановив рекорд переглядів. Епізод переглянули одночасно 2,9 млн глядачів.
Особливістю серіалу є численні шифри та загадки, сховані на кадрах, у звуковій доріжці, які дають підказки щодо наступних епізодів, персонажів і подій.
«Таємниці Ґравіті Фолз» неодноразово номінувався на премії Annie Awards, Teen Choice Awards, Golden Reel Award, PAAFTJ Television Awards, Critics' Choice Television Awards, Behind the Voice Actors Awards і Primetime Creative Arts Emmy Awards та кілька разів вигравав їх.

## Сюжет
Близнюків Діппера і Мейбл Пайнс батьки відправили на літні канікули в містечко Ґравіті Фолз в Орегоні до двоюрідного дядька Стенлі (Стена). Дядько Стен, який перетворив своє житло на музей дивовиж і магазин сувенірів під назвою «Хижка Чудес», звалює на близнюків купу роботи. Згодом Діппер помічає дивні події в містечку, а одного разу, виконуючи чергове завдання Стена, випадково знаходить сховок зі щоденником, в якому описані таємниці Ґравіті Фолз. Оскільки щоденник був незавершений і мав номер 3, Діппер береться розшукувати інші два і їхнього автора, потрапляючи з сестрою та іншими персонажами в різноманітні пригоди.

### Перший сезон (2012—2013)
Виконуючи завдання дядька Стена, Діппер знаходить щоденник № 3, з якого дізнається про численні дивовижі Ґравіті Фолз і околиць. Разом із сестрою він розслідує дивні випадки та безуспішно шукає інші щоденники. Діппер знайомиться з жителями містечка, дивовижами Ґравіті Фолз і околиць, завдяки чому стає сміливішим і рішучішим. Діппер закохується у нову подругу Венді, але не отримує взаємності, оскільки дівчина ставиться до Діппера як до друга. З'ясовується, що дядько Стен знає про таємниці містечка і приховує під «Хижкою Чудес» бункер з пристроями невідомого призначення.
У Стена з'являється конкурент — екстрасенс Ґідеон, який також шукає щоденники і сліпо закохується в Мейбл. У фіналі сезону Ґідеон прикликає собі на допомогу демона Білла Шифра. Він відбирає «Хижку Чудес», але врешті потрапляє до в'язниці, Пайнси повертають своє майно й отримують щоденник № 2.

### Другий сезон (2014—2016)
Діппер та Мейбл з друзями знаходять бункер, де автор щоденників проводив свої дослідження і готувався до тривалого переховування в ньому. З бункера Діппер забирає ноутбук, та не може підібрати до нього пароль. Цим користується Білл Шифр, щоб поламати ноутбук і заволодіти тілом Діппера, але його вдається прогнати.
Близнюки відкривають діяльність в Ґравіті Фолз таємного товариства Сліпого Ока, яке знає про незвичайні випадки міста і приховує їх. Товариство вдається ліквідувати та дізнатися, що місцевий божевільний Макґакет був асистентом автора щоденників. Той лагодить ноутбук, на якому виявляється зворотній відлік до якоїсь події.
Стенлі збирає всі щоденники й активує портал до інших світів під «Хижкою Чудес», за допомогою якого повертає свого брата Стенфорда (Форда), зниклого 30 років тому. Форд виявляється справжнім автором щоденників, котрий досліджував таємниці Ґравіті Фолз і створив портал з допомогою Білла Шифра, не знаючи про його справжні наміри. Білл прагне привести зі свого світу інших демонів, скориставшись міжвимірним розладом, який утворився після використання порталу. Форд намагається цьому завадити, але врешті Біллу вдається відкрити прохід у свій світ, зігравши на почуттях Мейбл.
Білл приводить подібних до себе істот та починає перетворювати наш світ на подобу власного, називаючи це Дивногеддоном. Звичайні речі спотворюються, оживають чи набувають нових властивостей. Білл захоплює Форда, а його щоденники спалює. Але разом з тим виявляється, що Ґравіті Фолз неможливо покинути. Користуючись хаосом Ґідеон тікає із в'язниці та створює власну банду, після чого вирушає на пошуки Мейбл, яку Білл для чогось тримає неподалік від розладу. Тим часом Діппер розшукує друзів, щоб врятувати сестру. Вони знаходять Мейбл всередині сфери, де втілюються всі фантазії. Діппер переконує друзів і сестру, що це лише ілюзії, і вони повертаються в реальний світ.
Всі вцілілі збираються в «Хижці Чудес», де Макґакет збирає свої креслення, щоб побудувати робота, на якому вони дістаються до зведеної Біллом піраміди. Білл намагається переконати Форда впустити його у свій розум аби дізнатися як вийти з Ґравіті Фолз, спокушаючи безмежними можливостями, але той не піддається. Коли всі ключові персонажі збираються в піраміді, Форд відкриває, що вони можуть перемогти Білла, однак Стен, ображений, бо вся слава завжди дістається братові, відмовляється приєднуватися. В результаті всі герої опиняються в полоні, Форд зі Стеном, бачачи як діти Ґравіті Фолз допомагали одне одному попри суперечності, миряться. Користуючись зовнішньою подібністю, Стен видає себе за Форда та впускає Білла в розум. Натомість Форд користується винаходом Макґакета, яким стирає пам'ять брата, а разом з нею і Білла. Всі принесені демоном аномалії та його спільники без його підтримки втягуються назад у свій світ і містечко набуває колишнього вигляду. Альбом зі спогадами Мейбл повертає Стену пам'ять, а містяни домовляються тримати в таємниці все, що сталося у Ґравіті Фолз. Життя всіх головних персонажів так чи інакше поліпшується. В останній день літа вони приходять на день народження Діппера з Мейбл. Близнюки повертаються додому, а Стен з Фордом вирушають разом досліджувати таємниці світу.

## Основні персонажі
- Мейсон «Ді́ппер» Па́йнс (англ. Mason «Dipper» Pines) — 12-річний головний герой серіалу. Діппер — його прізвисько, дане за родимки, розташовані у вигляді сузір'я Ковша (англ. Dipper). Він має сестру-близнючку на ім'я Мейбл. Займається розслідуванням дивних випадків Ґравіті Фолз. Як типово для свого віку, часто то вагається як слід вчинити, то діє безрозсудно. Проте він завжди прагне довести свої розслідування до кінця і вірний друзям. Закоханий в Венді Кордрой, працівницю «Хижки Чудес», яка старша за нього на 3 роки, тому ставиться до Діппера як до доброго друга. Діппер знайшов щоденник № 3 і шукає його автора. В першому епізоді взяв з «Хижки Чудес» кепку з зображенням ялинки, яку з того часу майже ніколи не знімає. Йому в серіалі відповідає символ сосни (власне англ. Pines означає «со́сни»).
- Ме́йбл Па́йнс (англ. Mabel Pines) — сестра Діппера, умовно старша за брата, адже народилася на 5 хвилин раніше. Велика оптимістка, яка легко знайомиться з людьми і рішучіша за Діппера. Любить байдикувати, захоплюється ляльками, наліпками, поні, і т. д. У Мейбл є домашнє порося Пухлик (Водлз, англ. Waddles), якого вона виграла на ярмарці. Вважає себе фахівчинею у всіх справах і часто допомагає братові, зокрема в розслідуванні таємниць. Її найкращі подруги в Ґравіті Фолз — Кенді та Ґренда, яких вона з часом стала брати на дослідження таємниць. Її символ — зірка, що падає.
- Сте́нлі «Дядько Стен» Па́йнс (англ. Stanley «Grunkle Stan» Pines) — двоюрідний дідусь Діппера і Мейбл, також званий дядьком Стеном. Власник сувенірної крамниці «Хижка чудес» (Mystery Shack, буквально «Таємнича хижка»). Прагне заробити і заощадити на чому завгодно, на що натякає вивіска — літера «S» відвалилася, тому назва виглядає як «Таємниче шахрайство» (Mystery hack). Всі «загадкові» експонати в його «Хижці Чудес» — підробка. Виглядаючи простим обиватилем, має таємний бункер під хатиною і знає про таємниці Ґравіті Фолз, але тримає це в таємниці. Взяв собі ім'я брата після його зникнення. З часом збирає всі три щоденники. Його символ — фігура у вигляді рибки.
- Ве́нді Ко́рдрой (англ. Wendy Corduroy) — рудоволоса 15-річна дівчина, яка працює в «Хижці Чудес». Любить жартувати з людей та й просто веселитися. Сильна, спритна і смілива. Знає, що Діппер закоханий в неї, але ставиться до нього як до молодшого брата. Спочатку зустрічалася з Роббі, але покинула його, дізнавшись, що той намагався видати чужу пісню за свою. Її символ — лід (від «cool» — дослівно «холод», але також сленгове — «крута»).
- Хе́сус «Сус» Альзаміра́но Рамі́рез (англ. Jesus «Soos» Alzamirano Ramirez) — 21-річний огрядний працівник з Хижки Чудес. Часто займається ремонтними роботами або обслуговуванням устаткування Хижки. Часто незграбний і неохайний, зате добрий. Живе з бабусею, бо батько покинув його, коли він був дитиною. У фіналі став новим власником «Хижки Чудес», отримавши її від Стена. Його символ — знак запитання.
- Ґідео́н Ча́рльз Глі́ффул (англ. "Li'l Gideon" Charles Gleeful) — дев'ятирічний хлопчик, місцева знаменитість, батьки якого виконують всі його забаганки. Вважається телепатом і вбачає в Стенові конкурента. У Ґідеона був такий же Щоденник, що і у Діппера, але під номером 2. Наприкінці 1 сезону Ґідеон був заарештований, коли з'ясувалося, що вся його телепатія була результатом таємного підглядання за жителями Ґравіті Фолз. Його символ — п'ятикутна чаклунська зірка.
- Паси́фіка Е́ліс Но́ртвест (англ. Pacifica Elise Northwest) — найпопулярніша дівчина Ґравіті Фолз із сім'ї багатіїв Нортвестів. Через те, що виросла в багатстві, зверхньо ставиться до пересічних мешканців містечка. Відкривши історію свого роду, зокрема як її предок незаслужно став вважатися засновником Ґравіті Фолз і як несправедливо вчинив з будівельниками свого маєтку, пом'якшала. Ближче до фіналу приєдналася до боротьби проти Білла. Її символ — лама.
- Ро́ббі Сте́йсі Валенти́но (англ. Robbie Stacey Valentino) — стереотипний неформал, похмурий худорлявий і прищавий 16-річний підліток. Його батьки — власники кладовища. Був закоханий у Венді, що стало причиною ворожнечі з Діппером. Деякий час зустрічався з Венді, але та покинула його, тому що він намагався видати чужу пісню за свою. У 9 епізоді 2 сезону Мейбл підлила йому любовне зілля, щоб той перестав страждати через нерозділене кохання, і той почав зустрічатися з подругою Тембрі. Його символ — зашрамоване серце.
- Фі́длфорд Га́дрон Макґа́кет (англ. Fiddleford Hadron «Old Man» McGucket) — місцевий дивак, старий, що мешкає на звалищі Ґравіті Фолз. Відомий як божевільний, проте володіє інженерними здібностями та знаннями в робототехніці. Як вдалося з'ясувати Діпперові, Макґакет був помічником автора щоденників. Щоб звільнитися від усвідомлення того, що відбувається в Ґравіті Фолз, стер собі пам'ять пристроєм, який потім стало використовувати таємне товариство «Сліпого ока». У фіналі його геніальність було загально визнано і він навіть купив маєток, де продовжив винахідництво. Його символ — окуляри.
- Сте́нфорд «Дядько Форд» Фі́лбрік Па́йнс (англ. Stanford "Great Uncle Ford" Filbrick Pines) — справжній автор щоденників, існування якого довгий час було спірною темою обговорень у фанатів. Брат-близнюк Стенлі. Для розрізнення Діппер став називати Стенфорда дядьком Фордом. Відрізняється видатним розумом і шістьма пальцями на руках. Саме аномалія з пальцями спонукала його досліджувати загадкові випадки, що врешті привело Стенфорда у Ґравіті Фолз — містечко, де їх відбувалося найбільше. Вважаючи, що всі вони виникають через вплив паралельних світів, Стенфорд зайшов у глухий кут в дослідженнях. Він розшукав спосіб прикликати Білла і сконструював під його керівництвом міжсвітовий портал. Згодом, коли Макґакет побував за порталом, Форд зрозумів, що Білл використовував його для приходу істот зі свого світу, та вимкнув портал. В ході сварки з братом портал знову було ввімкнуто і Форд потрапив всередину. Проте після багатьох років вивчення щоденників Стенлі зумів повернути Стенфорда. Символ Форда — рука з шістьма пальцями. Що трапилося з Фордом від його зникнення і до повернення описано в книзі «Gravity Falls: Journal 3», виданій у липні 2016 року[5].
- Бі́лл Ши́фр або Білл Сайфер (англ. Bill Cipher) — демон, прикликаний Ґідеоном наприкінці 1 сезону. З'являється у вигляді жовтого летючого трикутника з одним оком, руками й ногами. Може виконати будь-яке бажання в обмін на, здавалося б, незначну послугу, що врешті обертається великими проблемами для того, хто прикликав Білла. Бувши істотою з іншого світу, цей демон існує, проєктуючись крізь людський розум. Свого часу він поділився з Фордом численними знаннями, зокрема про будівництво порталу, як потім виявилося, задля приходу зі свого світу разом з іншими істотами. Хоч портал було знищено, Білл сподівається втілитися за допомогою міжсвітового розриву з лабораторії Форда. У фіналі Білла було знищено, в Ґравіті Фолз залишилася тільки його статуя.

## Список епізодів

### Сезон 1
| Номер серії | Українська назва          | Оригінальна назва                    |
| ----------- | ------------------------- | ------------------------------------ |
| 01          | Турист у пастці           | англ. Tourist Trapped                |
| 02          | Легенда про чудовисько    | англ. The Legend of the Gobblewonker |
| 03          | Мисливці за головами      | англ. Headhunters                    |
| 04          | Рука, що гойдає Мейбл     | англ. The Hand That Rocks the Mabel  |
| 05          | Соромливість              | англ. The Inconveniencing            |
| 06          | Діппер проти мужності     | англ. Dipper vs. Manliness           |
| 07          | Двійник Діппера           | англ. Double Dipper                  |
| 08          | Ірраціональний скарб      | англ. Irrational Treasure            |
| 09          | Порося мандрівника у часі | англ. Time traveler's pig            |
| 10          | Бойові бійці              | англ. Fight Fighters                 |
| 11          | Маленький Діппер          | англ. Little Dipper                  |
| 12          | Літоувін                  | англ. Summerween                     |
| 13          | Мейбл — босс              | англ. Boss Mabel                     |
| 14          | Бездонна яма              | англ. Bottomless Pit                 |
| 15          | Повне дно                 | англ. The Deep End                   |
| 16          | Килим спотикання          | англ. Carpet Diem                    |
| 17          | Шалені хлопці             | англ. Boyz Crazy                     |
| 18          | Порося до початку часів   | англ. Land Before Swine              |
| 19          | Стрибуни по сновидіннях   | англ. Dreamscaperers                 |
| 20          | Ґідеон повертається       | англ. Gideon Rises                   |

### Сезон 2
| Номер серії | Українська назва                           | Оригінальна назва                          |
| ----------- | ------------------------------------------ | ------------------------------------------ |
| 21          | Жахо-оке                                   | англ. Scary-oke                            |
| 22          | Бункер                                     | англ. Into the Bunker                      |
| 23          | Гольфова війна                             | англ. The Golf War                         |
| 24          | Шкарпетко-опера                            | англ. Sock Opera                           |
| 25          | Сус та справжня дівчина                    | англ. Soos and the Real Girl               |
| 26          | Маленький магазин жахів                    | англ. Little Gift Shop of Horrors          |
| 27          | Товариство Сліпого ока                     | англ. Society of the Blind Eye             |
| 28          | Гра Блендіна                               | англ. Blendin's Game                       |
| 29          | Бог любові                                 | англ. The Love God                         |
| 30          | Маєток Нортвестів                          | англ. Northwest Mansion                    |
| 31          | Не той, ким здається                       | англ. Not What He Seems                    |
| 32          | Історія двох Стенів                        | англ. A Tale of Two Stans                  |
| 33          | Підземелля, підземелля і ще раз підземелля | англ. Dungeons, Dungeons & More Dungeons   |
| 34          | Стенчжурський кандидат                     | англ. The Stanchurian Candidate            |
| 35          | Останній Мейблоріг                         | англ. The Last Mabelcorn                   |
| 36          | Придорожня принада                         | англ. Roadside Attraction                  |
| 37          | Діппер і Мейбл проти майбутнього           | англ. Dipper and Mabel vs. the Future      |
| 38          | Дивногеддон. Частина 1                     | англ. Weirdmageddon Part 1                 |
| 39          | Дивногеддон 2: Втеча з реальності          | англ. Weirdmageddon 2: Escape From Reality |
| 40          | Дивногеддон 3: Повернемо Фолз назад        | англ. Weirdmageddon 3: Take Back the Falls |

### Мініепізоди
| Номер сезону | Серія | Кількість епізодів | Показ             | Показ             |
| Номер сезону | Серія | Кількість епізодів | Перший            | Останній          |
| ------------ | --- | ------------------ | ----------------- | ----------------- |
| 1            | Істота в шафі (англ. Creature in the Closet)                                                               | 1                  | 17 квітня 2012    | 17 квітня 2012    |
| 2            | Путівник Діппера по таємницях (англ. Dipper's Guide to the Unexplained)                                    | 6                  | 14 жовтня 2013    | 18 жовтня 2013    |
| 3            | Путівник Мейбл по життю (англ. Mabel's Guide to Life)                                                      | 5                  | 3 лютого 2014     | 7 лютого 2014     |
| 4            | Відремонтуй це із Сусом (англ. Fixin' It with Soos)                                                        | 2                  | 21 квітня 2014    | 22 квітня 2014    |
| 5            | Власне телебачення Ґравіті Фолз (англ. Gravity Falls Public-access TV)                                     | 2                  | 23 квітня 2014    | 24 квітня 2014    |
| 6            | Альбом Мейбл (англ. Mabel's Scrapbook)                                                                     | 2                  | 2 червня 2014     | 2 червня 2014     |
| 7            | Жахливі листи від малого Ґідеона (англ. Creepy Letters from Lil' Gideon)                                   | 5                  | 7 листопада 2014  | 2 грудня 2014     |
| 8            | Куточок змови старого Макґакета (англ. Old Man McGucket's Conspiracy Corner)                               | 10                 | 19 квітня 2015    | 19 квітня 2015    |
| 9            | Втрачені інтерв'ю скрутного Стена з «Хижки Чудес» (англ. Grunkle Stan's Lost Mystery Shack Interviews)     | 13                 | 28 червня 2015    | 12 липня 2015     |
| 10           | Підготовка до апакаліпсису (англ. 'Pocalypse Preppin')                                                     | 8                  | 21 жовтня 2015    | 16 листопада 2015 |
| 11           | Хижка Чудес: Купуйте вдома разом із містером Загадкою (англ. Mystery Shack: Shop at Home with Mr. Mystery) | 8                  | 16 листопада 2015 | 22 листопада 2015 |
| 12           | Стен-фікшн Суса (англ. Soos' Stan Fiction)                                                                 | 5                  | 17 лютого 2017    | 17 лютого 2017    |
| 13           | Ґравіті Фолз та Line Rider (англ. Gravity Falls x Line Rider)                                              | 1                  | 11 вересня 2020   | 11 вересня 2020   |
| 13           | Пародія на «Call Me Maybe» (англ. Call Me Maybe Parody)                                                    | 1                  | 25 вересня 2020   | 25 вересня 2020   |

## Озвучення і дубляж
| Персонаж                     | Оригінальне озвучування | Український дубляж                                                                         |
| Головні персонажі            | Головні персонажі       | Головні персонажі                                                                          |
| ---------------------------- | ----------------------- | ------------------------------------------------------------------------------------------ |
| Діппер Пайнс                 | Джейсон Ріттер          | Остап Вакулюк (1―10 серії) Андрій Соболєв (з 11 серії)                                     |
| Мейбл Пайнс                  | Крістен Шаал            | Ганна Сагайдачна                                                                           |
| Стенлі «Дядько Стен» Пайнс   | Алекс Гірш              | Сергій Солопай                                                                             |
| Хесус «Сус» Рамірез          | Алекс Гірш              | Володимир Канівець                                                                         |
| Венді Кордюрой               | Лінда Карделліні        | Світлана Артамонова                                                                        |
| Другорядні персонажі         |                         |                                                                                            |
| Ґідеон Гліффул               | Туроп Ван Орман         | Максим Білоногов                                                                           |
| Блендін Бландін              | Джастін Ройланд         | Олександр Погребняк (9 серія) Павло Скороходько (28 серія) Олександр Солодкий (з 37 серії) |
| Пасифіка Нортвест            | Джекі Бускаріно         | Юлія Шаповал (1―29 серії) Антоніна Хижняк (з 30 серії)                                     |
| Роббі Валентино              | Тодд Джозеф Міллер      | Антон Темченко (5 серія) Юрій Сосков (з 7 серії)                                           |
| Стенфорд «Дядько Форд» Пайнс | Джей Кей Сіммонс        | Володимир Кокотунов                                                                        |
| Фідлфорд «Старий» Макґакет   | Алекс Гірш              | Дмитро Завадський Олександр Солодкий (у молодості, 35 серія)                               |
| Білл Шифр або Білл Сайфер    | Алекс Гірш              | Максим Кондратюк                                                                           |
| Шериф Блабс                  | Кевін Майкл Річардсон   | Сергій Бриль (2 серія) Максим Кондратюк (з 3 серії)                                        |
| Дурленд                      | Кіт Ферґюсон            | В'ячеслав Довженко                                                                         |
| Бабуся Суса                  | Метт Чепмен             | Людмила Ардельян                                                                           |
| Шандра Хіменес               | Кері Волґрен            | Людмила Ардельян                                                                           |

Українською мовою дубльовано 2 сезони мультсеріалу і 17 мініепізодів. Дубльовано студією «Le Doyen» на замовлення «Disney Character Voices International» у 2012—2016 роках.

## Шифри
Серіал відомий зашифрованими у відеоряді та звуці шифрами, які містять підказки щодо сюжету або просто цікаві деталі. У титрах кожного епізоду розміщена криптограма, зашифрована шифром Цезаря, «Атбаш» або шифром «A1Z26». Так, епізоди з 1 по 6 мають послання шифром Цезаря, з 7 по 13 — шифром «Атбаш», а епізоди з 14 по 19 використовують шифр «A1Z26». До прикладу, в першому епізоді можна відшукати шифр VWDQ LV QRW ZKDW KH VHHPV, який означає, за шифром Цезаря, «Стен не той, ким здається» (STAN IS NOT WHAT HE SEEMS), а 8-1-16-16-25 14-15-23, 1-18-9-5-12? з 17-го епізоду першого сезону за «A1Z26» — «Щаслива тепер, Аріель?» (HAPPY NOW, ARIEL?). Крім того зрідка зустрічаються комбіновані послання з кількома шифрами і шифром Віженера, що вимагає кодового слова, яке слід знайти на предметах впродовж епізоду.
Сторінки щоденників, показані в серіалі, мають символи, які відповідають англійському алфавіту. Також зашифрований англійський алфавіт з'являвся в сувенірній книзі «Путівник Діппера і Мейбл по таємницях та безупинних веселощах Ґравіті Фолз» (Gravity Falls Dipper's and Mabel's Guide to Mystery and Nonstop Fun!). Окрім того шифри поміщені до відеоігор та іншої супутньої продукції за серіалом.
В мультсеріалі можна почути фрази латиною як закляття. Часто на предметах міститься число 618, яке насправді означає 18 червня (6 місяць, 18 число) — день народження творця «Таємниць Ґравіті Фолз» Алекса Гірша.

## Історія створення

Алекс Гірш на San Diego Comic-Con International 2013

Серіал створено Алексом Гіршем, який раніше працював аніматором, сценаристом і актором озвучування над мультсеріалами «Дивовижні пригоди Флепджека» і «Ловись, рибко!». В одному з інтерв'ю Гірш сказав, що прагнув повернути контраст між реальним та нереальним, який був у фільмах 1980-х. Оскільки він виріс у 1980-90-і, коли виходили його улюблені фільми і серіали, такі як «Сімпсони», «Назад у майбутнє», «Шоу Трумена», «Секретні матеріали», їхню суміш можливого й неможливого Алекс і хотів втілити у «Таємницях Ґравіті Фолз». Він зауважив, що вважає анімацію більш підхожою для комедійних сюжетів та що вона дозволяє зробити серіал однаково цікавим як для дітей, так і для дорослих.
Типове створення епізоду автор описав так: він подає ідею якоїсь сцени, наприклад «птеродактиль краде порося», після чого разом з колегами, зокрема креативним директором Майклом Ріандою, придумує як із цього можна зробити повноцінний епізод. Написання сценарію займає біля двох діб. Діалоги практично повністю переписуються, іноді по кілька разів, поки не ухвалюється остаточний варіант.
За словами Гірша, «Таємниці Ґравіті Фолз» багато в чому натхненні його власним життям. Прототипом головного героя, Діппера, є сам Алекс Гірш, який в дитинстві захоплювався містикою. Творець серіалу так описав своє бачення цього персонажа: «У Діппері було багато від мене. Я теж через багато що переживаю. Мені іноді непросто говорити з жінками. Але по ходу серіалу виявилося, що Діппер насправді дуже сміливий хлопець. Мені-то здавалося, що Діппер буде невпевненим і нервовим, як я в його роки. Я хотів, щоб глядачі відчули зв'язок з героєм, і вирішив, що він буде таким же слабаком, яким був я. Але незабаром ми зрозуміли, що герой виходить нудним. Так що ми вирішили дозволяти Діпперу ризикувати і мріяти про щось більше. І він став набагато цікавішим». За основу для Мейбл взято його реальну сестру-близнючку Аріель Гірш. «Я б сказав, що відносини між ними більше засновані на моєму житті, ніж решти персонажів. Герої, очевидно, виставлені карикатурно і натхненні мною і моєю сестрою.» — зазначив творець серіалу в інтерв'ю для The A.V. Club. Образ Суса взятий з друга Алекса, з яким разом вчився в коледжі. Гірш мав дядька на ім'я Стен, котрий полюбляв розігрувати племінників, якого зображено в серіалі як Дядька Стена. До серіалу він переніс і вподобання своєї сім'ї. Так, улюблений в дитинстві музичний гурт Аріель «NSYNC» отримав відображення як «Кілька разів», а його вокаліст озвучував ролі вигаданого гурту.
Назва містечка Ґравіті Фолз наслідує типові назви невеликих населених пунктів США на кшталт Рівер-Фоллс чи Вічита-Фоллс. Також, вона відсилає до гравітаційного пагорба — оптичної ілюзії, коли через особливості рельєфу невеликий ухил виглядає як підйом. В заставці епізоду «Дивногеддон. Частина 1» це обіграно як водоспад, який тече вгору.
Серіал використовує як місце дії типовий лавкрафтівський ландшафт: невелике, на перший погляд тихе містечко, оточене дикою природою, в якому криються таємниці. Наприклад, як Іннсмаут, придуманий Говардом Лавкрафтом і поміщений у Новій Англії зі схожим кліматом.

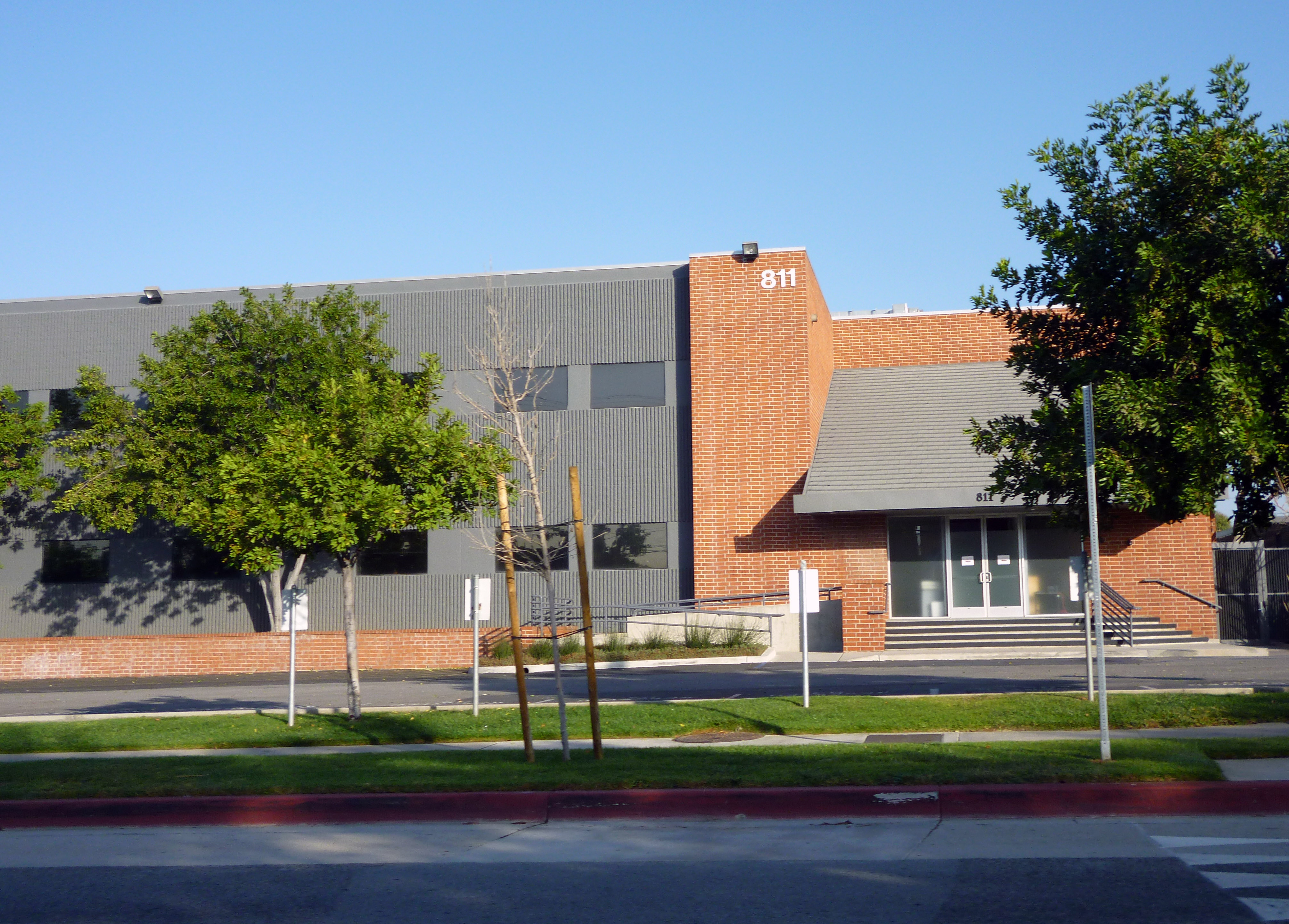
Офісна будівля «Disney Television Animation» на Сонора Авенью 811 в Ґлендейлі (Каліфорнія), де створювався серіал

Незадовго до виходу 39-го епізоду Алекс Гірш повідомив, що серіал завершиться з другим сезоном і продовження створюватися не буде. Такий вибір він пояснив небажанням аби його творіння стало затягнутим і менш якісним.
|  | Перше, що слід знати: серіал не закривається — він закінчується. Це на 100% моє рішення, яке я прийняв вже дуже давно. Я завжди хотів, щоб «Ґравіті Фолз» був закінченою історією про одне приголомшливе літо — з початком, серединою і кінцем. Є багато серіалів, які знімають нескінченно, навіть коли первісна іскра вже згасла, і серіалів, які не встигли розкрити свої таємниці, перш ніж їх закрили. Я не хотів би, щоб «Ґравіті Фолз» виявився одним з них. Я хотів, щоб «Ґравіті Фолз» був загадкою, у якої є реальна відповідь, реальна кульмінація і розв’язка для всіх цих персонажів, які для мене важливі. Для телебачення це серйозний експеримент, і на щастя, Disney мене повністю підтримали. Такі хіти нечасто з’являються в шоу-бізнесі, і їм рідко дають піти на спокій. Так що я дуже вдячний компанії, яка дозволила мені почати (і завершити) серіал саме таким, як я собі уявляв. |

Він пообіцяв, що до «Таємниць Ґравіті Фолз» і надалі виходитиме супутня продукція, а фанати зможуть спілкуватися з Гіршем і слідкувати за створенням нових проєктів. По завершенню серіалу Гірш зізнався, що не очікував того успіху, який отримали «Таємниці Ґравіті Фолз». Він сподівався зробити його цікавим передусім для людей свого віку, а вже потім дітей, тому вводив численні відсилки на інші твори і доволі страшні видовища. «Я думав, що діти цього не зрозуміють. Не те щоб я недооцінював їхній розум, але я недооцінив їхню захопленість» — визнав Гірш в одному з інтерв'ю. Вперше творець серіалу усвідомив успіх свого творіння на відвідання фестивалю Comic Con, куди прийшло чимало шанувальників «Таємниць Ґравіті Фолз». Фінал він вважав чи не важчим у створенні за пілотний епізод, адже неможливо було створити фінал, який влаштував би всіх.
Початкова заставка в другому сезоні була скорочена з 41 секунди до 15 (10, 11, 14, 15 і 17 епізоди) для отримання додаткового часу на розвиток сюжету. В епізоді «Дивногеддон. Частина 1» демонструвалася заставка звичайної тривалості, але з іншою анімацією і музикою, пародіюючи оригінальну.
Зауважуючи тенденцію створювати ремейки і продовження, Гірш не відкидав можливості появи колись в майбутньому нових пригод в Ґравіті Фолз, але сам він не бажає продовження, окрім, можливо, спеціального епізоду. Стосовно майбутнього своїх персонажів у дорослому віці Алекс висловив певні думки, але ніде не зазначав, що зобразить їх в якому-небудь творі:
|  | Напевно, Мейбл знайде кохання всього життя, коли їй буде двадцять вісім. Мені здається, з неї б вийшла гарна вчителька. Можливо, вона викладатиме в старших класах у школі для важких підлітків як міс Пайнс. Діппер може стати кимось типу Індіани Джонса, шукати скарби, розгадувати загадки. Я уявляю, як він намагається довести всім за межами Ґравіті Фолз, що чудеса реальні. Десь у барі кричить: «Так і було! Клянусь!» А дядько Стен через двадцять років? Мені здається, Стен заповість, щоб з його тіла зробили опудало в такій позі, ніби він збирається стрибнути, як пума, і поставили перед «Хижкою чудес». |

У липні 2017 Гірш анонсував комікс про нові історії в Ґравіті Фолз. Він не уточнював іде мова про продовження подій мультсеріалу чи їх розширення.

## Загадка Гірша та пілотний епізод
У фінальному епізоді серіалу наприкінці було показно справжню статую Білла Шифра, сховану десь у лісі. 16 лютого 2016 у «Twitter» на сторінці «GravityFallsCipher» з'явилося фото тієї ж статуї з викликом читачам відшукати її, почавши власну пригоду. Фанати «Таємниць Ґравіті Фолз» взялися за пошуки, передусім в Орегоні, але так нічого і не знайшли. За хештеґом #CipherHunt почалося полювання на підказки і загадкове місце.
Після відвідання Гіршем Росії в рамках «Фестивалю коміксів, косплею і ностальгії» 16-17 лютого 2016, біля Казанського кафедрального собору було відшукано підказку зі вказівкою на Японію. Різні фанати серіалу далі послідовно зібрали вказівки в різних регіонах США, включаючи уривки карт, пазли, ключі та шифри. Сам Алекс Гірш відгукнувся на це тільки 20 липня, написавши у «Twitter» правила полювання і оголосивши його неофіційним заходом для фанатів. Зрештою 2 серпня в Рідспорті, що у штаті Орегон, було знайдено статую Білла Шифра і поруч скриньку з сувенірами.
Як нагороду шанувальникам «Таємниць Ґравіті Фолз» за старання, 3 серпня Алекс Гірш виклав у вільний доступ пілотний епізод свого серіалу, який ніколи не демонструвався загалу. Цей епізод загалом повторює перший епізод «Турист у пастці», але має більш комічний стиль, біднішу анімацію та відмінні від фінальних о́брази персонажів.

## Пов'язана продукція
- Щоденники 1, 2 і 3 — артбуки та енциклопедії за серіалом. Третій том видано українською видавництвом «Ранок»[25].
- «Гравіті Фолз. Кіноісторія в коміксах» (англ. Disney Gravity Falls Cinestory, 2016—2018) — графічний переказ сюжету серіалу[26]. Виданий у двох томах українською видавництвом «Ранок» 2021 року[27][28].
- «Ґравіті Фолз. Забуті легенди» (англ. Gravity Falls: Lost Legends, 2018) — збірник коміксів, написаних від імені гнома Шмеб'юлока, що доповнюють сюжет серіалу[26]. Виданий українською видавництвом «Ранок» 2020 року[29].
- «Гравіті Фолз. Діппер і Мейбл. І прокляті скарби піратів часу» (англ. Gravity Falls: Dipper and Mabel and the Curse of the Time Pirates' Treasure!, 2016) — інтерактивна повість, присвячена подорожам героїв серіалу в часі. Видана українською видавництвом «Ранок»[30].
- «Гравіті Фолз. Комікси. Дивногеддон» (англ. Gravity Falls. Weirdmageddon, 2021) — комікс, який переповідає фінал серіалу. Виданий українською видавництвом «Ранок»[31]
- А також короткі комікси, розмальовки тощо[26].

## Благодійність, пов'язана з серіалом
У 2020 році група фанатів розшукала крамницю, що, як вони вважали, надихнула Алекса Гірша на створення «Хижки чудес». Це була «Конф'южн-Гіллз» (Confusion Hill) у Пірсі, штат Каліфорнія. Крамниця зазнала збитків через зменшення кількості туристів під час пандемії COVID-19, і Гірш підтримав фанатів у зборі коштів, які покрили збитки. Загалом вдалося зібрати $9 тис.

## Оцінки й відгуки
Серіал зібрав 100 % позитивних відгуків на «Rotten Tomatoes» і має рейтинг 8,9/10 на «IMDb».
Ліз Бесслер з сайту «Film School Rejects» зауважила, що «Таємниці Ґравіті Фолз» належить до тієї ж хвилі анімаційних серіалів, що й «Час пригод», «Стівен Юніверс» і «За садовим парканом». Серіал часто підходить до межі того, що називається «дитячим серіалом», зображаючи жахи та піднімаючи несподівано дорослі теми. Редакторка стверджувала, що серіал «тріумфує над цензурою», розповідаючи складну історію сімейних стосунків, довіри та провини через здавалося б непомітні деталі ще до того, як її буде описано прямо. «Вони (діти) не дурні, вони знають більше, ніж ви думаєте, і вони сприйнятливіші до дорослих речей, ніж ви очікували», і серіал, доволі-таки ризикуючи, все ж гідно справляється з донесенням таких речей.
Ерік Кейн з журналу «Forbes» назвав «Таємниці Ґравіті Фолз» найкращим телесеріалом на той час. «Він не вульгарний і не дурнуватий, і хоча це серіал про дивні речі, що відбуваються у дуже дивному маленькому містечку, він не з тих чудернацьких дорослих комедій, яку ми часом отримуємо, дивлячись мультфільми для дорослих».
Згідно з «Common Sense Media», «Батьки повинні знати, що „Таємниці Ґравіті Фолз“ — це розумно написаний мультсеріал із гумором, який краще оцінять старші діти та підлітки, ніж малі діти, завдяки швидкому темпу та наповненню, яке часто вимагає від глядачів певного життєвого досвіду. Загалом моторошна атмосфера багатьох сцен та зіткнення персонажів з чудовиськами та надприродними істотами різної форми можуть бути заважкими для дітей, чутливих до такого виду лякання. Тим же, хто налаштується, сподобається спостерігати за складними та не позбавленими недоліків стосунками головних героїв — брата й сестри, які завжди закінчуються підтвердженням їхньої прихильності одне до одного».
Згідно з виданням «The Gamer» і «CBR», «Таємниці Ґравіті Фолз» — це один з найвпливовіших анімаційних серіалів, і саме завдяки його успіху згодом з'явилися «Совиний Дім» і «Амфібія».